# René Maillard
René Maillard (* 8. April 1931 in Bois-Colombes; † 4. Dezember 2012 in Nizza) war ein französischer Komponist.

## Leben
René Maillard hatte während des Zweiten Weltkrieges ersten Violinunterricht bei Charles Maillier, der Violinlehrer in Limoges war. Er war dann Schüler von Arthur Hoérée und am Konservatorium von Versailles bei Aimé Steck, bevor er am Pariser Konservatorium bei Marcel Samuel-Rousseau, Noël Gallon und Tony Aubin studierte. 1955 beteiligte er sich mit der lyrischen Szene Le rire du Gargantua von Randal Lemoine (nach Rabelais) am Wettbewerb um den Prix de Rome. Das Stück, das vom Orchester der Opéra-Comique mit den Sängern René Bianco, Louis Rialland und Jacqueline Cauchard unter Leitung von Jean Fournet aufgeführt wurde, gewann den Second Grand Prix.
Bereits Anfang der 1950er Jahre entstanden eine Klaviersonate Maillards, die 1953 im Salle Cortot der École Normale de Musique de Paris durch Hélène Pignari uraufgeführt wurde, und eines seiner Hauptwerke, das Concerto da Camera für Streichorchester. Von 1957 bis 1960 arbeitete Maillart als künstlerischer Direktor bei EMI, wo er sich für die Veröffentlichung der Werke von Samson François, Paul Tortelier und Heitor Villa-Lobos einsetzte.
Kurz nach seinem Ausscheiden bei EMI entstanden seine Tre partite attacate die Serge Baudo beim Festival von Aix-en-Provence aufführte. Danach zog sich Maillard an die Côte d’Azur zurück. Erst nach einer über vierzigjährigen Pause begann Maillart Anfang der 2000er Jahre wieder zu komponieren. Unter anderem entstand eine Sonate für Viola und Klavier (für das Duo Arnaud Thorette und Johan Farjot) und ein Streichtrio im Auftrag des Trio des Solistes de Cannes (Berhilde Dufour, Eszter Biro und Philippe Cauchefer).

## Werke
- Essai choreographique
- Quatuor für Holzbläser
- Pieces faciles für Tasteninstrument
- Sonate für Klavier, 1953
- Concerto da Camera, 1953
- Le rire du Gargantua, lyrische Szene, 1955
- Tre partite attaccate, 1960
- Contre-Pas für Bläserquintett und Streichorchester, 1961
- Le Nid à cousins
- Le Danse des Farfadets
- Pour la fête du Printemps
- Sonate No. 2 für Violine und Klavier, UA 2004
- Trio à cordes, UA 2005